# James Stansfeld

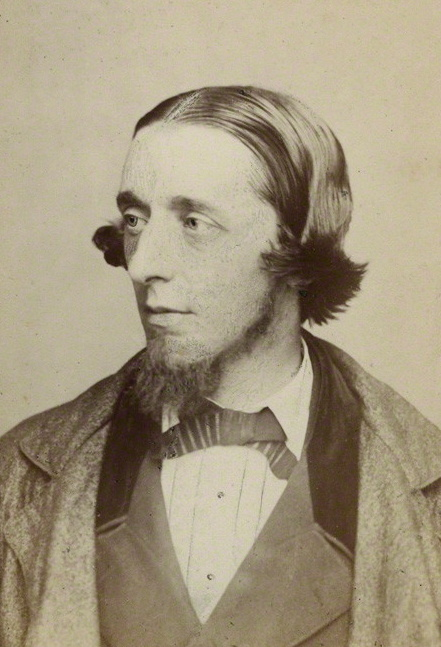
James Stansfeld

James Stansfeld (* 5. Oktober 1820 in Halifax, England; †  17. Februar 1898 in Rotherfield, Sussex) war ein britischer Politiker.
James Stansfeld studierte am University College London und wurde 1849 Barrister. Er trat 1859 für seine Geburtsstadt ins Unterhaus ein, wo er sich dem linken Flügel der Liberal Party anschloss. 1863 wurde er zum Civil Lord der Admiralität ernannt, schied aber schon 1864 wieder aus der Regierung aus, bei der sein enges Verhältnis zu Giuseppe Mazzini Anstoß erregte. Trotzdem konnten die folgenden liberalen Regierungen bei dem Einfluss, den er im Unterhaus hatte, nicht umhin, ihn wieder in ihre Mitte aufzunehmen.
Stansfeld war Unterstaatssekretär unter Premierminister John Russell vom Februar bis Juni 1866 und Lord der Admiralität unter William Ewart Gladstone vom Dezember 1868 bis Oktober 1869 sowie Sekretär des Schatzamtes unter demselben bis März 1871.
Darauf erhielt er das Präsidium des Armenamtes und im August desselben Jahres das Präsidium des neu gegründeten Local Government Board. 1874 trat er mit Gladstone zurück.
Bei der Neubildung der liberalen Regierung im Frühjahr 1880 wurde Stansfeld übergangen.